# Pucará de Tilcara
Le Pucará de Tilcara est une forteresse (pucará) construite par les indiens Omaguacas, de la tribu des Tilcaras. Elle se situe sur un sommet stratégique de la quebrada de Humahuaca, au sud de Tilcara (dans la province de Jujuy, en Argentine), sur une colline de 60 mètres qui surplombe le Río Grande de Jujuy. Sur les abords les moins abrupts furent érigées des murailles.
Les pucarás, dont celui de Tilcara, sont non seulement des lieux défensifs mais aussi des sites religieux, puisqu'on y trouve, outre des lieux de vie, une nécropole et un centre religieux et sacrificiel en son milieu. L'ensemble date d'environ 900 à 1000 ans.
À partir du début du XXe siècle des fouilles et restaurations furent entreprises par Debenedetti et J-B Ambrosetti du Museo Etnográfico Buenos Aires. En 1948 fut mis sur pied un projet de reconstruction du site.
À l'heure actuelle une grande partie du site est restauré à l'identique de ce qu'il pouvait être à l'origine. Au pied du site sur le côté est à côté de l'entrée se trouve un jardin botanique avec de nombreuses variétés de cactus ainsi que des plantes locales. Le tout constitue une importante attraction touristique, surtout depuis qu'il fait partie du Patrimoine mondial de l'Humanité, étant situé dans la quebrada de Humahuaca.
Sur le côté nord-ouest a été érigée une pyramide tronquée, monument commémoratif en souvenir des archéologues qui fouillèrent le site.

## Photographies

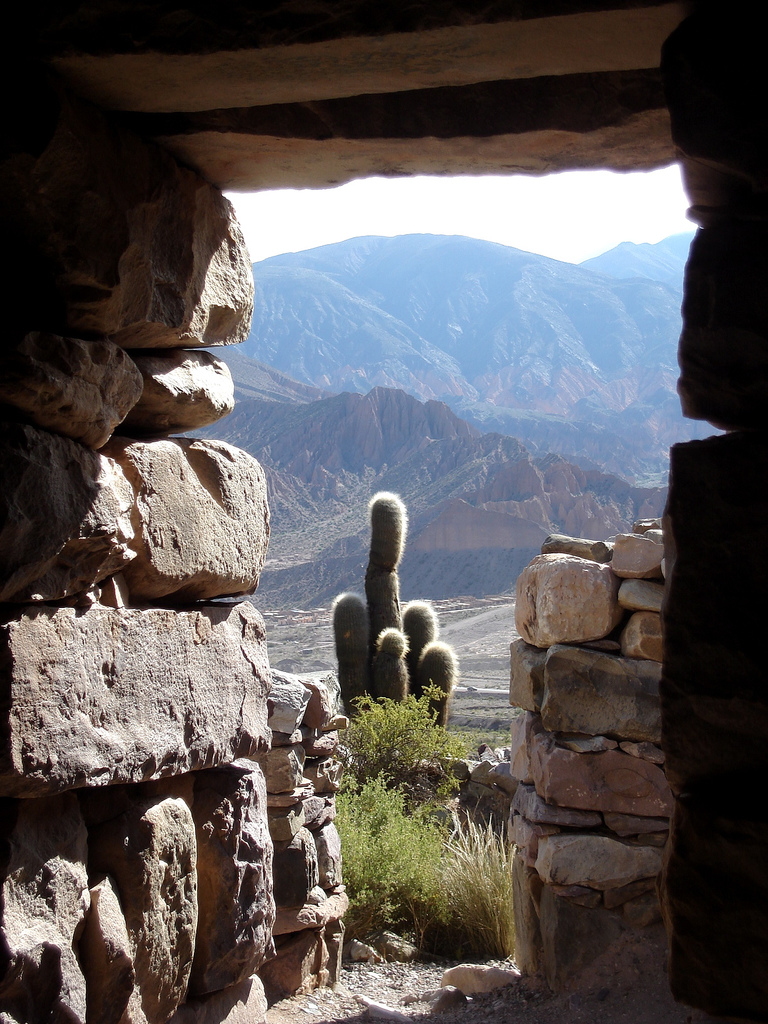
Pucará de Tilcara
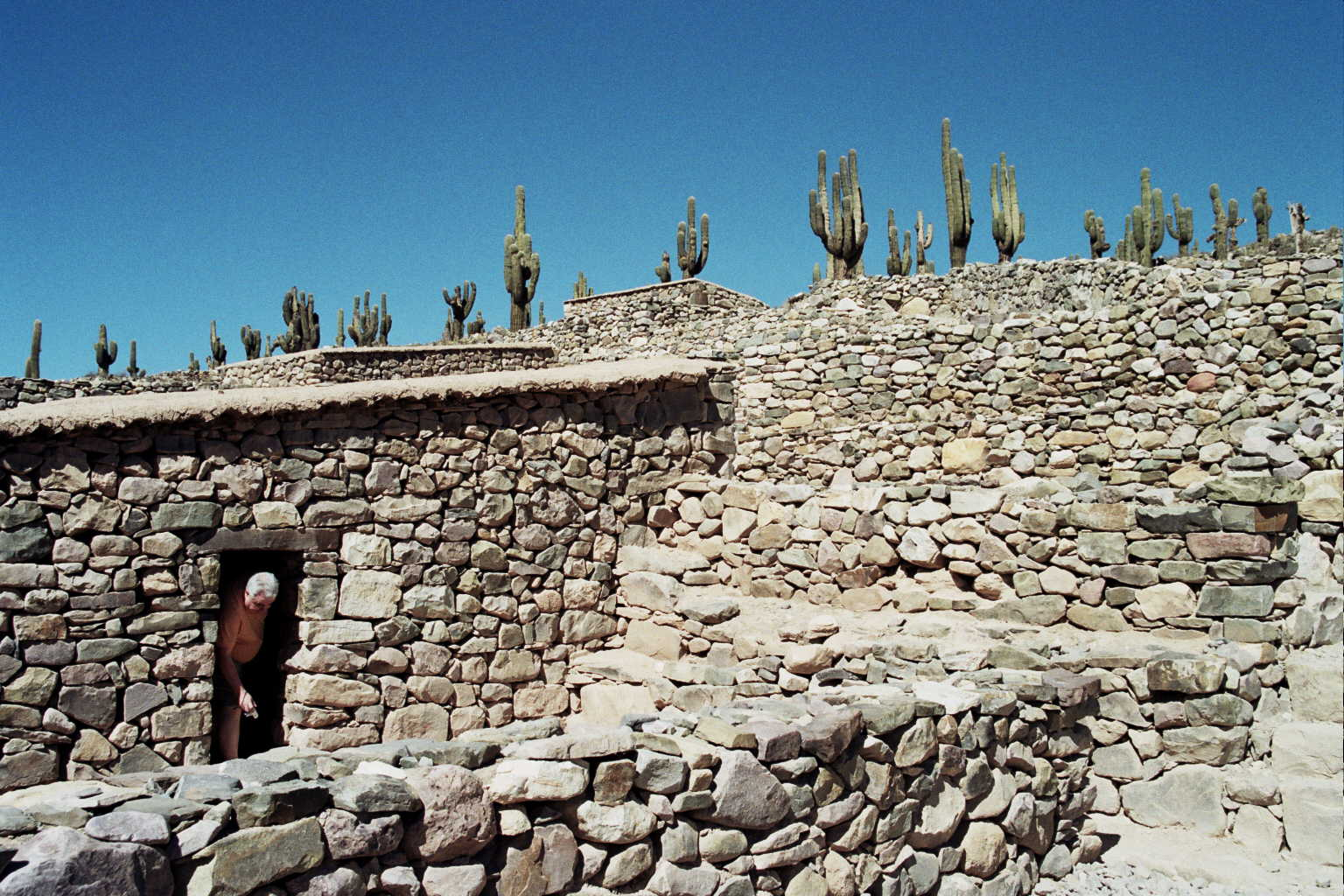
Pucará de Tilcara
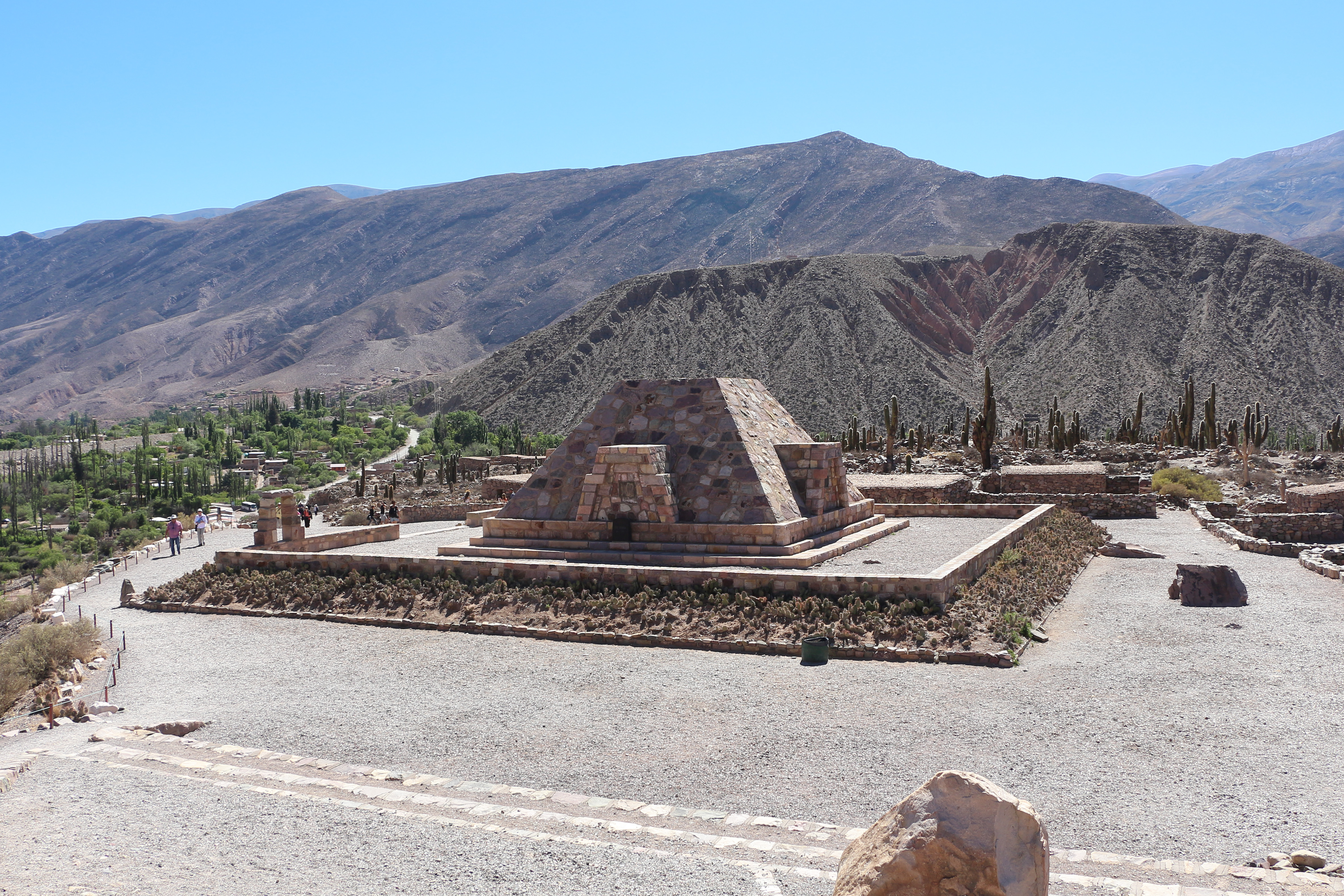
Pucará de Tilcara
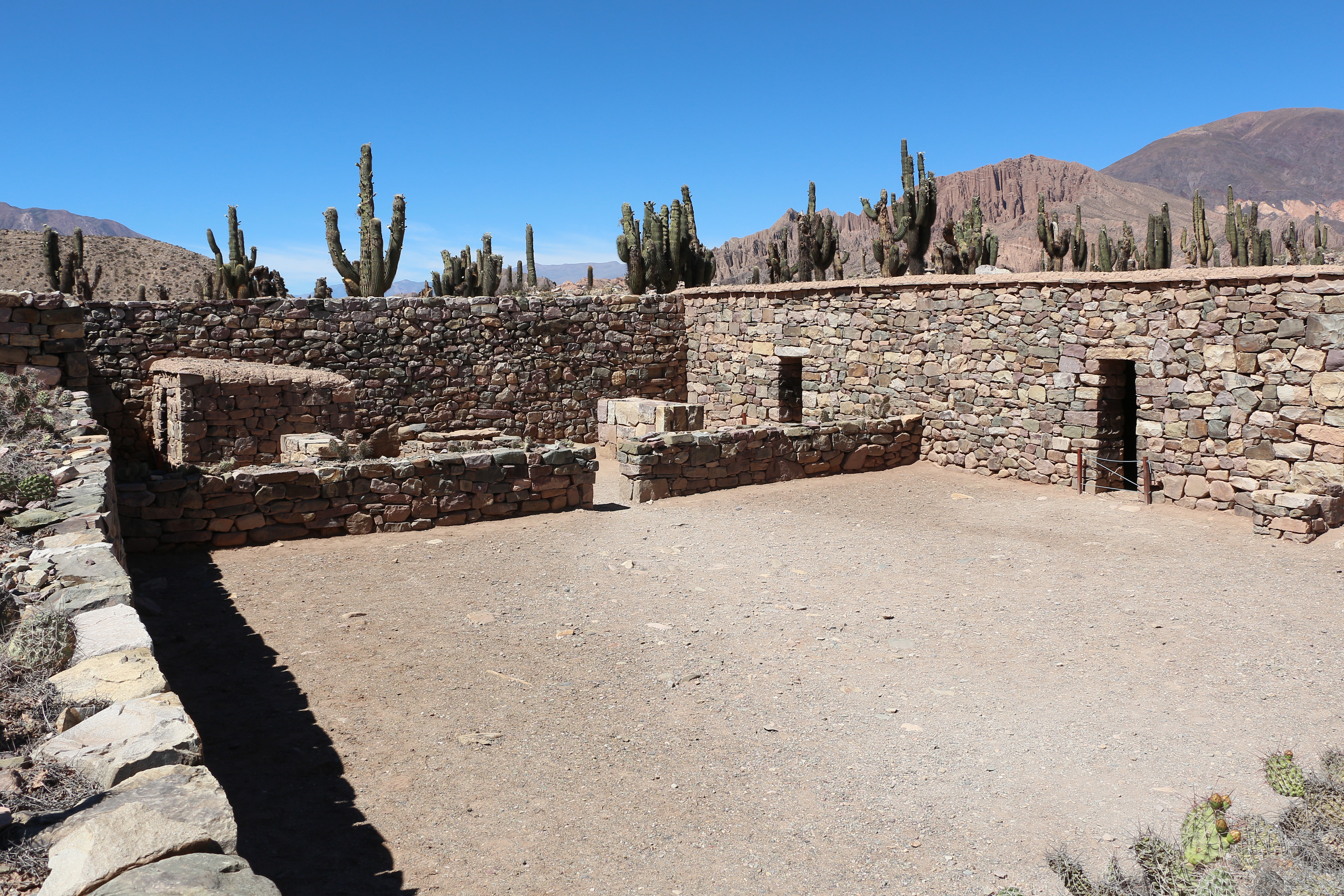
Pucará de Tilcara